# TT Games
 (novembre 2019).
Si vous disposez d'ouvrages ou d'articles de référence ou si vous connaissez des sites web de qualité traitant du thème abordé ici, merci de compléter l'article en donnant les références utiles à sa vérifiabilité et en les liant à la section « Notes et références ».
Traveller's Tales Ltd. est une société britannique de développement et d'édition de jeux vidéo en activité depuis 2005. Elle se compose de trois divisions, Traveller's Tales, TT Fusion et de l'éditeur TT Games Publishing.
Le 8 novembre 2007, Warner Bros. annonce l'acquisition du groupe TT Games pour un montant non divulgué dans le cadre de leur expansion dans l'industrie vidéoludique.

## Divisions
Traveller's Tales a réalisé des jeux vidéo pendant plus de 10 ans, cumulant plus de 45 millions d'exemplaires vendus. La société emploie près de 150 personnes dans son studio basé à Knutsford.
Le développeur indépendant Embryonic Studios, formé par le personnel clé de Gizmondo/Warthog Games, est acquis par Traveller's Tales en 2006. Après avoir été renommé TT Fusion, le studio est chargé du portage pour consoles portables des jeux TT Games préalablement conçus pour consoles de salon.

## Jeux développés et/ou édités
Les jeux édités avant la création de TT Games font partie du catalogue de la société.
| Titre                                                                  | Plates-formes                                                                                            | Année |
| ---------------------------------------------------------------------- | --- | ----- |
| Leander                                                                | Amiga, Atari ST, Mega Drive                                                                              | 1991  |
| Bram Stoker's Dracula                                                  | Amiga, Mega Drive                                                                                        | 1992  |
| Puggsy                                                                 | Amiga, Mega Drive, Mega-CD                                                                               | 1993  |
| Mickey Mania                                                           | Mega Drive, Mega-CD, Super NES                                                                           | 1994  |
| Mickey's Wild Adventure                                                | PlayStation                                                                                              | 1995  |
| Sonic 3D Flickies' Island                                              | Mega Drive, Saturn, Windows                                                                              | 1996  |
| Toy Story                                                              | Game Boy, Mega Drive, Super NES, Windows                                                                 | 1996  |
| Sonic R                                                                | Saturn                                                                                                   | 1997  |
| 1 001 Pattes                                                           | Game Boy Color, Nintendo 64, PlayStation, Windows                                                        | 1998  |
| Rascal                                                                 | PlayStation                                                                                              | 1998  |
| Toy Story 2 : Buzz l'Éclair à la rescousse !                           | Dreamcast, Game Boy Color, Nintendo 64, PlayStation, Windows                                             | 1999  |
| Muppet RaceMania                                                       | PlayStation                                                                                              | 2000  |
| Les Aventures de Buzz l'Éclair                                         | Dreamcast, Game Boy Color, PlayStation, Windows                                                          | 2001  |
| Crash Bandicoot : la Vengeance de Cortex                               | GameCube, PlayStation 2, Xbox                                                                            | 2001  |
| Toy Story Racer                                                        | PlayStation                                                                                              | 2001  |
| Le Maillon faible                                                      | PlayStation, PlayStation 2, Windows                                                                      | 2001  |
| Haven: Call of the King                                                | PlayStation 2                                                                                            | 2002  |
| Le Monde de Nemo                                                       | GameCube, PlayStation 2, Xbox                                                                            | 2003  |
| Crash Twinsanity                                                       | PlayStation 2, Xbox                                                                                      | 2004  |
| Le Monde de Narnia : Le Lion, la Sorcière blanche et l'Armoire magique | GameCube, PlayStation 2, Windows, Xbox                                                                   | 2005  |
| F1 Grand Prix                                                          | PlayStation Portable                                                                                     | 2005  |
| WRC: FIA World Rally Championship                                      | PlayStation Portable                                                                                     | 2005  |
| Lego Star Wars                                                         | Game Boy Advance, GameCube, Mac, PlayStation 2, Windows, Xbox                                            | 2005  |
| Super Monkey Ball Adventure                                            | GameCube, PlayStation 2, PlayStation Portable                                                            | 2006  |
| Lego Star Wars II                                                      | Game Boy Advance, GameCube, Nintendo DS, PlayStation 2, PlayStation Portable, Windows, Xbox, Xbox 360    | 2006  |
| Bionicle Heroes                                                        | Game Boy Advance, GameCube, Nintendo DS, PlayStation 2, Wii, Windows, Xbox 360                           | 2006  |
| Transformers, le jeu                                                   | Game Boy Advance, PlayStation 2, PlayStation 3, PlayStation Portable, Wii, Windows, Xbox 360             | 2007  |
| Lego Star Wars : La Saga complète                                      | Nintendo DS, PlayStation 3, Wii, Xbox 360                                                                | 2007  |
| Lego Indiana Jones : La Trilogie originale                             | Nintendo DS, PlayStation 2, PlayStation 3, PlayStation Portable, Wii, Windows, Xbox 360                  | 2008  |
| Lego Batman                                                            | Nintendo DS, PlayStation 2, PlayStation 3, PlayStation Portable, Wii, Windows, Xbox 360                  | 2008  |
| Le Monde de Narnia : Le Prince Caspian                                 | Nintendo DS, PlayStation 2, PlayStation 3, PlayStation Portable, Wii, Windows, Xbox 360                  | 2008  |
| Le Mondial des records, le jeu vidéo officiel                          | Nintendo DS, Wii                                                                                         | 2008  |
| Lego Battles                                                           | Nintendo DS                                                                                              | 2009  |
| Lego Indiana Jones 2 : L'Aventure continue                             | Nintendo DS, PlayStation 3, Wii, Windows, Xbox 360                                                       | 2009  |
| Lego Rock Band                                                         | Nintendo DS, PlayStation 3, Wii, Xbox 360                                                                | 2009  |
| Lego Harry Potter : Années 1 à 4                                       | Nintendo DS, PlayStation 3, Wii, Windows, Xbox 360                                                       | 2010  |
| Le Seigneur des anneaux : La Quête d'Aragorn                           | Nintendo DS, Playstation 2, Playstation 3, Playstation Portable, Wii                                     | 2010  |
| Lego Star Wars III: The Clone Wars                                     | Nintendo DS, PlayStation 3, Playstation Portable, Wii, Windows, Xbox 360                                 | 2011  |
| Lego Pirates des Caraïbes : Le Jeu vidéo                               | Nintendo DS, PlayStation 3, Playstation Portable, Wii, Windows, Xbox 360                                 | 2011  |
| Lego Harry Potter : Années 5 à 7                                       | Nintendo DS, Nintendo 3DS, PlayStation 3, PlayStation Portable, PlayStation Vita, Wii, Windows, Xbox 360 | 2011  |
| Lego Batman 2: DC Super Heroes                                         | Nintendo DS, Nintendo 3DS, PlayStation 3, PlayStation Vita, Wii, Wii U, Windows, Xbox 360                | 2012  |
| Lego Le Seigneur des anneaux                                           | Nintendo DS, Nintendo 3DS, PlayStation 3, PlayStation Vita, Wii, Windows, Xbox 360                       | 2012  |
| Lego City Undercover: The Chase Begins                                 | Nintendo 3DS                                                                                             | 2013  |
| Lego City Undercover                                                   | PlayStation 4, Wii U, Nintendo Switch, Windows, Xbox One                                                 | 2013  |
| Lego Legends of Chima : Le Voyage de Laval                             | Nintendo 3DS, PlayStation Vita                                                                           | 2013  |
| Lego Marvel Super Heroes                                               | Nintendo DS, Nintendo 3DS, PlayStation 3, PlayStation Vita, Wii U, Windows, Xbox 360                     | 2013  |
| La Grande Aventure Lego                                                | Nintendo 3DS, PlayStation 3, PlayStation 4, PlayStation Vita, Wii U, Windows, Xbox 360, Xbox One         | 2014  |
| Lego Le Hobbit                                                         | Nintendo 3DS, PlayStation 3, PlayStation 4, PlayStation Vita, Wii U, Windows, Xbox 360, Xbox One         | 2014  |
| Lego Batman 3 : Au-delà de Gotham                                      | Nintendo 3DS, PlayStation 3, PlayStation 4, PlayStation Vita, Wii U, Windows, Xbox 360, Xbox One         | 2014  |
| Lego Jurassic World                                                    | Nintendo 3DS, PlayStation 3, PlayStation 4, PlayStation Vita, Wii U, Windows, Xbox 360, Xbox One         | 2015  |
| Lego Dimensions                                                        | PlayStation 3, PlayStation 4, Xbox 360, Xbox One, Wii U                                                  | 2015  |
| Lego Marvel's Avengers                                                 | Nintendo 3DS, PlayStation 3, PlayStation 4, PlayStation Vita, Wii U, Windows, Xbox 360, Xbox One         | 2016  |
| Lego Star Wars : Le Réveil de la Force                                 | PlayStation 3, PlayStation 4, PlayStation Vita, Wii U, Windows, Xbox 360, Xbox One                       | 2016  |
| Lego Ninjago, le film : Le Jeu vidéo                                   | Nintendo Switch, PlayStation 4, Windows, Xbox One                                                        | 2017  |
| Lego Marvel Super Heroes 2                                             | Nintendo Switch, PlayStation 4, Windows, Xbox One                                                        | 2017  |
| Lego Les Indestructibles                                               | Nintendo Switch, PlayStation 4, Windows, Xbox One                                                        | 2018  |
| Lego DC Super-vilains                                                  | Nintendo Switch, PlayStation 4, Windows, Xbox One                                                        | 2018  |
| Lego Star Wars : La Saga Skywalker                                     | Nintendo Switch, PlayStation 4, PlayStations 5, Windows, Xbox One, Xbox Series                           | 2022  |
| Lego Batman : L'héritage du chevalier noir                             | Nintendo Switch 2, PlayStations 5, Windows, Xbox Series                                                  | 2026  |